# 55 дней в Пекине
«55 дней в Пекине» (англ. 55 Days at Peking) — исторический эпический кинофильм 1963 года. Создан Samuel Bronston Productions и выпущен Allied Artists Pictures Corporation, продюсером выступил Сэмюэл Бронстон, а режиссёрами — Николас Рэй, Эндрю Мартон (в титрах указан как второй режиссёр) и Гай Грин (в титрах не указан). Сценарий написали Филип Йордан, Бернард Гордон, Роберт Хамер, Бен Барзмен, музыку — Дмитрий Тёмкин, оператором был Джек Хилдьярд.
Главные роли исполнили Чарлтон Хестон, Ава Гарднер, Дэвид Нивен и Флора Робсон. В дополнение к режиссуре Николас Рэй исполнил небольшую роль главы американской дипломатической миссии в Китае. Этот фильм является первой известной работой для будущей звезды фильмов с боевыми искусствами Юнь Сиутхиня. Известный японский кинорежиссёр Дзюдзо Итами в титрах указан как «Ichizo Itami» и играет роль полковника японской императорской армии Сиба Горо.

## Сюжет
«55 дней в Пекине» — фильм-инсценировка осады Посольского квартала в Пекине, которая происходила летом 1900 года во время Боксёрского восстания в Китае. Недовольная иностранным присутствием вдовствующая императрица Цыси использует «боксёрские» отряды для нападения на иностранцев на территории Китая, что привело к осаде иностранных посольств в Пекине. Действие фильма сосредоточено на обороне посольств иностранных держав, а название относится к длительности обороны посольского квартала Пекина.
Иностранные посольства в Пекине в находились в тисках террора, когда «боксёры» приступили к убийствам христиан в антихристианской националистической лихорадке. Отряд морской пехоты США, во главе с майором Мэттом Льюисом, в составе многонациональной армии из солдат и морских пехотинцев («коалиция»), защищает иностранные посольства в Пекине. Британский посол объединяет другие посольства, находившиеся в Пекине, в совместной обороне. В группе высокопоставленных лиц находится русская баронесса Натали Иванова, у которой завязываются романтические отношения с майором Льюисом.
Группа обороняющихся ожидает скорого подкрепления, но императрица Цыси, находившаяся в сговоре с «боксёрами», пытается воспрепятствовать подходу подкрепления и пытается прорвать оборону с помощью китайской армии. Однако через 55 дней вооружённые силы коалиции штурмом взяли Пекин, сняли осаду с посольств и подавили мятеж, что предопределило падение династии Цин.

## В ролях
- Чарлтон Хестон — майор Мэтт Льюис, (прототип Джон Твиггс Майерс)
- Ава Гарднер — баронесса Натали Иванова
- Дэвид Нивен — сэр Артур Робинсон (прототип Клод Максвелл Макдональд[англ.])
- Флора Робсон — императрица Цыси
- Джон Айрленд — сержант Гарри
- Лео Генн — генерал Жунлу
- Гарри Эндрюс — отец де Бирн
- Роберт Хелпман — принц Дуань (прототип Зайи)
- Дзюдзо Итами — полковник Сиба
- Курт Казнар — барон Сергей Иванов (прототип Михаил Николаевич Гирс)
- Филипп Леруа — Жуйяр
- Пол Лукас — доктор Штайнфельдт
- Джон Молдер-Браун — сын посла Робинсона, раненый в саду посольства (в титрах не указан)

## Номинации и награды
Фильм номинировался на «Оскар»: Дмитрий Тёмкин (за лучшую песню к фильму и за лучшую музыку к фильму).

## Технические детали
Фильм полностью снят в Испании в пригороде Мадрида с участием около 3000 человек в массовке. 